# Coteni, Giurgiu
Coteni este un sat în comuna Bulbucata din județul Giurgiu, Muntenia, România. La recensământul din 2002 avea o populație de 16 locuitori.